# Милан Димитријевић (професор)
Милан Димитријевић (Велики Бечкерек, 1844 — Велики Бечкерек, 21. јануар 1901) био је српски професор и публициста.

## Биографија

### Образовање
Основну школу завршио је у Великом Бечкереку, а гимназију и богословију у Сремским Карловцима. Потом уписује студије права у Пешти, где је положио професорски испит (1872) и постао доктор филозофије (1873).

### Професор
Био је професор Српске православне велике гимназије у Новом Саду (1867-1870) и Карловачке гимназије (1870-1892). Предавао је историју и географију. Због своје строгости од ученика је прозван Грозни.

### Политика
У младости је био присталица Светозара Милетића, али се 1869. разишао са њим, и постао његов огорчени противник. Почео је да заступа ставове конзервативно-клерикалне струје Срба у јужној Угарској. Припадао је тзв. Црној чети, политичкој групацији које је везивана за мањину богатих Срба интересно везаних за Беч. Поред патријарха Самуила Маширевића и Ђорђа Стратимировића, Црну чету чинили су: Јован Хаџић (Милош Светић), Петар Нинковић, Емил Чакра, Аца Поповић Зуб и Јован Грујић Јота. Био је близак епископу бачком и касније патријарху Герману Анђелићу.

### Публициста
Током шездесетих година 19. века издавао је црквене листове Беседа и Црквени збор. Уређивао је и лист за политику и народну просвету Србски народ (од 12. броја). Лист је финансиран од стране Карловачке митрополије и мађарске владе, и спроводио је мађарофилску и реакционарну политику. На захтев привременог управитеља Новосадске гимназије Александра Гавриловића, Димитријевић је морао да напусти уредничку дужност, пошто је прихватио ову функцију без одобрења Патроната гимназије.

### Пензија
Патријарх Герман му је завештао 30.000 форинти како би могао да се издржава од камате на ову суму, с обзиром да тада питање професорских пензија још није било решено. Патронат Карловачке гимназије му није дозволио да користи камату, па је након пензионисања био приморан да живи о трошку рођака. Германов брат Стефан Анђелић га је тужио за проневеру патријархове оставштине, али га је суд у Загребу ослободио кривице.